# یواس‌اس پلیموث (پی‌جی-۵۷)
یواس‌اس پلیموث (پی‌جی-۵۷) (به انگلیسی: USS Plymouth (PG-57)) یک زیردریایی بود که طول آن ۲۶۴ فوت ۵ اینچ (۸۰٫۵۹ متر) بود. این زیردریایی در سال ۱۹۴۱ ساخته شد.